# Велзен-Норд
Ве́лзен-Норд (нидерл. Velsen-Noord) — город в нидерландской провинции Северная Голландия. Город относится к общине Велзен.
В городе живёт 4960 человек; в статистическом районе «Велзен-Норд», включающем пригороды, живёт 5260 человек.
С 1865 года, начала сооружения Нордзе-канала город Велзен, существовавший со времён римлян, был разделён на две части. Северная часть была известна как Wijkeroog. Около 1920 года произошёл ряд переименований для определения отношений населённых пунктов и общин.
В 2009 году организация Stichting Industrieel Erfgoed Hoogovens (SIEHO) открыла здесь Hoogovensmuseum.